# Burg Oberg
Die Burg Oberg ist eine hochmittelalterliche Burg und heutige Schlossanlage der Herren von Oberg im Ortsteil Oberg der Gemeinde Ilsede im niedersächsischen Landkreis Peine.

## Geschichte
Das Ministerialengeschlecht der Herren von Oberg erscheint seit 1189 in der historischen Überlieferung. Eine erste Burganlage in Oberg wurde 1306 durch Herzog Otto II. von Braunschweig-Lüneburg in einer Fehde mit dem Hildesheimer Bischof Siegfried II.zerstört. Sie ist anschließend wieder aufgebaut worden und wurde 1392 durch die Gebrüder von Oberg an Bischof Gerhard von Hildesheim verkauft. Dieser ließ sie abbrechen. Die Herren von Oberg gelobten, danach nie wieder eine Burg zu errichten. Über die Gestalt des Rittersitzes in der Folgezeit ist nichts bekannt. Das jetzige Gut blieb im Besitz der Oberg bis zu deren Aussterben im Mannesstamm 1835. Der Besitz ging dann an den Schwiegersohn des letzten Oberg, Hermann Marbod von Kalm. Dieser erbaute 1855 den heutigen Herrensitz, musste ihn aber wegen finanzieller Probleme 1878/79 an den Freiherren von Uslar verkaufen. Nachdem dieser 1890/91 sein Interesse an dem Gutshof wieder verloren hatte, verkaufte er den Betrieb an einen Zweig der aus dem wolfenbüttelschen stammende Familie Leßmann, die den Betrieb bis heute besitzt und bewirtschaftet.

## Beschreibung
Die erste Burganlage wird lediglich als „Turm“ überliefert, es kann sich somit um eine Turmburg oder Motte gehandelt haben.
Das heutige Schloss Oberg liegt auf einer 55 × 45 m großen Insel. Das zweistöckige Herrenhaus stammt aus dem Jahr 1855. Von einem spätmittelalterlichen Vorgängerbau stammt ein Keller mit Kreuzgratgewölbe in der Südostecke. Das Areal ist von einem 10 m breiten Wassergraben umgeben, in dessen Böschung Fundamente stecken, die aus dem 15. Jahrhundert stammen sollen. Die Gebäude des Wirtschaftshofes stammen aus der 2. Hälfte des 19. Jahrhunderts.